# مشق عشق (آلبوم)
 مشق عشق نام یک آلبوم موسیقی اثر حسین زمان، هنرمند ایرانی است که در سبک پاپ تهیه شده و دارای ۸ آهنگ است.

## فهرست آهنگ‌ها
| ردیف | آهنگ      |
| ۱    | مشق عشق   |
| ۲    | غزل عشق   |
| ۳    | آرامش     |
| ۴    | یار ما را |
| ۵    | شب گریه   |
| ۶    | کولی      |
| ۷    | قاصدک     |
| ۸    | چشم براه  |